# Salvador Jordán

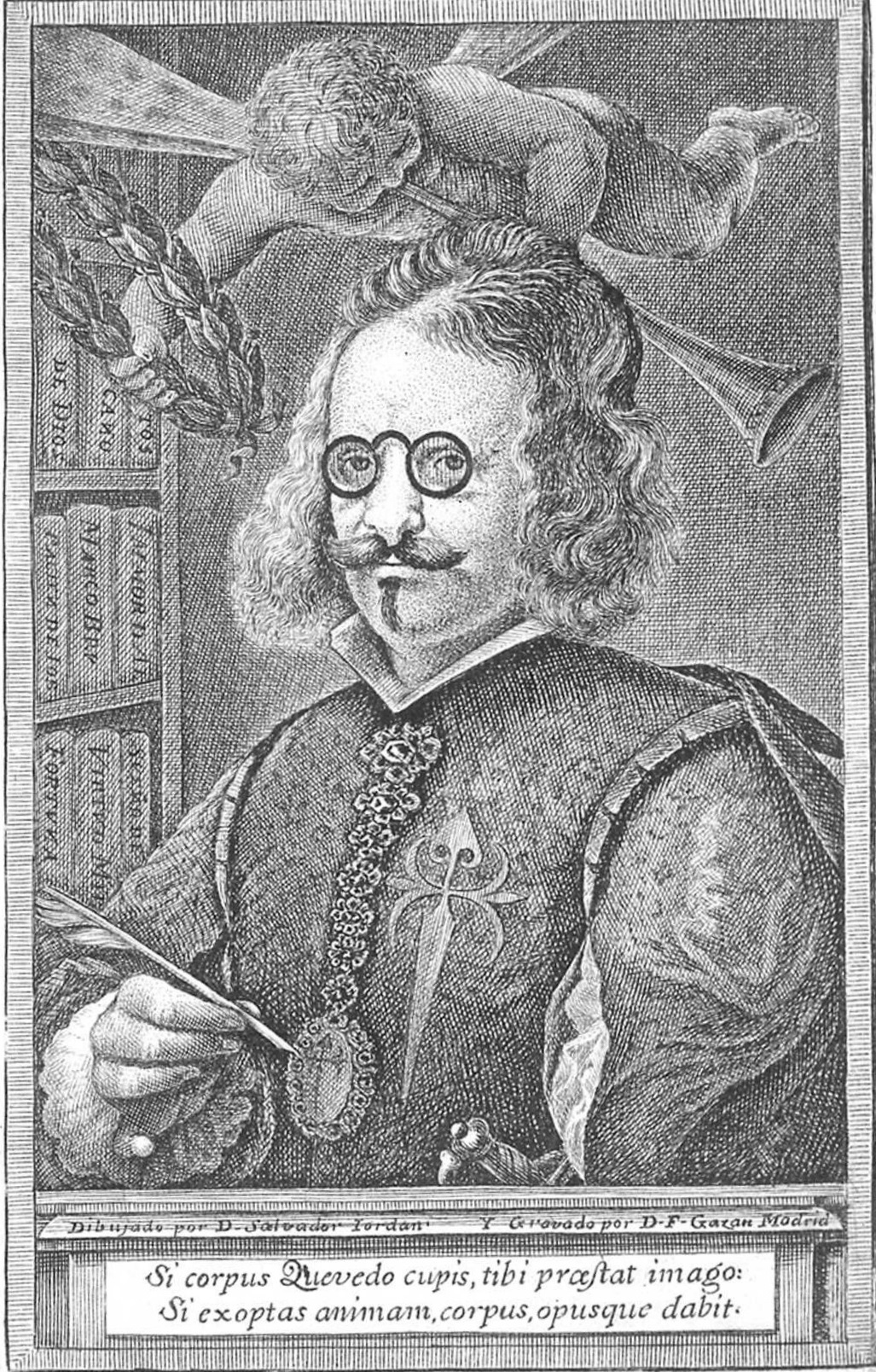
Retrato de Francisco de Quevedo y Villegas por dibujo de Salvador Jordán, grabado por Francisco Gazán, Madrid, Biblioteca Nacional de España.

Salvador Jordán —o Salvador Rodríguez Jordán— (fl. 1675-1722) fue un pintor barroco español activo en Madrid. 
De biografía mal conocida, consta documentalmente que en febrero de 1708 tasó en Madrid las pinturas de la marquesa de Ugena, Antonia Enríquez de Ávila. En el documento, conforme a los usos de la época, declaraba tener treinta y tres años «poco más o menos», lo que llevaría la fecha de su nacimiento a 1675. Su estancia en Madrid es anterior, documentada al menos desde 1698, relacionándose aquí con Francisco Zorrilla y Luna, pintor poco más joven. En 1700 firmó una Visión de san Antonio de Padua conservada en el Santuario de Loyola en Azpeitia, con rasgos de Alonso Cano manifestados en el rostro ovalado de la Virgen y recuerdos de Luca Giordano, a quien se atribuyó al darse a conocer por la similitud del apellido. Características semejantes se encuentran en una estilizada Inmaculada Concepción del Ayuntamiento de Vitoria, firmada también con solo el apellido y sin fecha. Firmado «De Jordan», con grafía semejante a las anteriores, se conoce un Nacimiento de la Virgen en colección privada madrileña, derivado de un cuadro del mismo asunto de Giordano conservado en Pasadena (California), pinturas que definen a Jordán como un pintor tardobarroco madrileño de mediana inventiva.
En 1707 retrató al recién nacido príncipe don Luis por encargo de la reina, María Luisa de Saboya, y en 1708, al cumplir un año, hizo entrega al rey de otro retrato del príncipe en lámina. Al haber sido el primero que lo retratara, algunos años después solicitó la plaza de pintor de cámara del príncipe de Asturias, sin lograr el nombramiento. Un Retrato del padre Francisco José Castellanos fechado en 1619 (Palacio Real de Madrid) es lo que queda de su actividad como retratista, a lo que cabe agregar el dibujo del retrato de Francisco de Quevedo laureado por un angelote grabado por Francisco Gazán para la edición de la Vida y obras posthumas de D. Francisco de Quevedo y Villegas de Pablo Antonio de Tarsia, publicada en Madrid en 1720 por Juan Martínez de Casas.
En enero de 1722 tasó los cuadros dejados a su muerte por Nicolás de Villanueva, «secretario de S. M. y oficial segundo de la Secretaría de Indias», con lo que terminan las noticias de su existencia.